# Bounty (čokoláda)
Bounty je sladkost s čokoládovou polevou a s náplní kokosových vloček. Výroba Bounty byla zahájena v roce 1951 ve Velké Británii a Kanadě a vyráběla je firma Mars Incorporated. V USA není Bounty běžně nabízen, protože již existuje konkurenční produkt, který má dominantní postavení na trhu.
Firma Mars Incorporated, prodává Bounty v mezinárodním měřítku, včetně Velké Británie, Austrálie, Německa, České republiky a Rakouska.

## Varianty
Bounty je nyní k dispozici v různých variantách. Stal se známý jako Bounty čokoláda, která je dostupná v mléčné čokoládě (modré balení) nebo hořké čokoládě (červený obal). V roce 2004–2005 bylo v Německu a dalších evropských zemích dostupné Bounty Mango, které obsahovaly sušené mango.